# Maserati GranTurismo
La Maserati GranTurismo è un'autovettura coupé presentata dalla casa automobilistica italiana Maserati durante il Salone dell'automobile di Ginevra 2007 e prodotta dal medesimo anno.
La produzione termina l’11 novembre 2020 dopo 28 805 esemplari venduti.

## Il contesto
Disegnata da Pininfarina, viene realizzata sul pianale della Quattroporte che aveva introdotto il nuovo stile della casa del Tridente. Sotto il cofano si trovano varianti del Ferrari F136, propulsore V8 di produzione Ferrari, con basamento in alluminio e silicio accoppiato a un cambio automatico sequenziale a sei rapporti oppure a un robotizzato DuoSelect sempre a sei rapporti.
Le prestazioni dichiarate dalla casa parlano di 285 km/h di velocità massima e accelerazione 0/100 km/h in 5,2 secondi (295 km/h di velocità massima, da 0 a 100 km/h in 4,9 secondi per la GranTurismo S).

## Dati tecnici versione 4.2 L
- Motore anteriore longitudinale da 8 cilindri a V, 4 valvole per cilindro
- Cilindrata: 4 244 cm³
- Alesaggio: 92 mm, Corsa 79,8 mm
- 2 assi a camme in testa per bancata, punterie idrauliche e fasatura variabile
- Potenza: 405 cavalli (298 kW)
- Coppia max 460 N·m a 4 750 giri/min
- Trasmissione a trazione posteriore.
- Cambio automatico ZF a 6 rapporti
- Omologazione: Euro 5
- Ammortizzatori idraulici a controllo elettronico
- Freni a disco autoventilanti, ABS e ESP
- Servosterzo idraulico
- Distribuzione pesi (ant/post): 49% / 51%
- Massa a vuoto: 1 780 kg
- Emissioni di CO2: 345 g/km

## Maserati GranTurismo S
Mentre la GranTurismo, oltre che puntare su una linea grintosa e un motore da 405 cavalli, punta molto sul comfort, la Maserati con questo nuovo modello potenziato della GranTurismo vuole unicamente puntare sulla sportività, pur mantenendo gli interni lussuosi e rifiniti del modello meno potente.

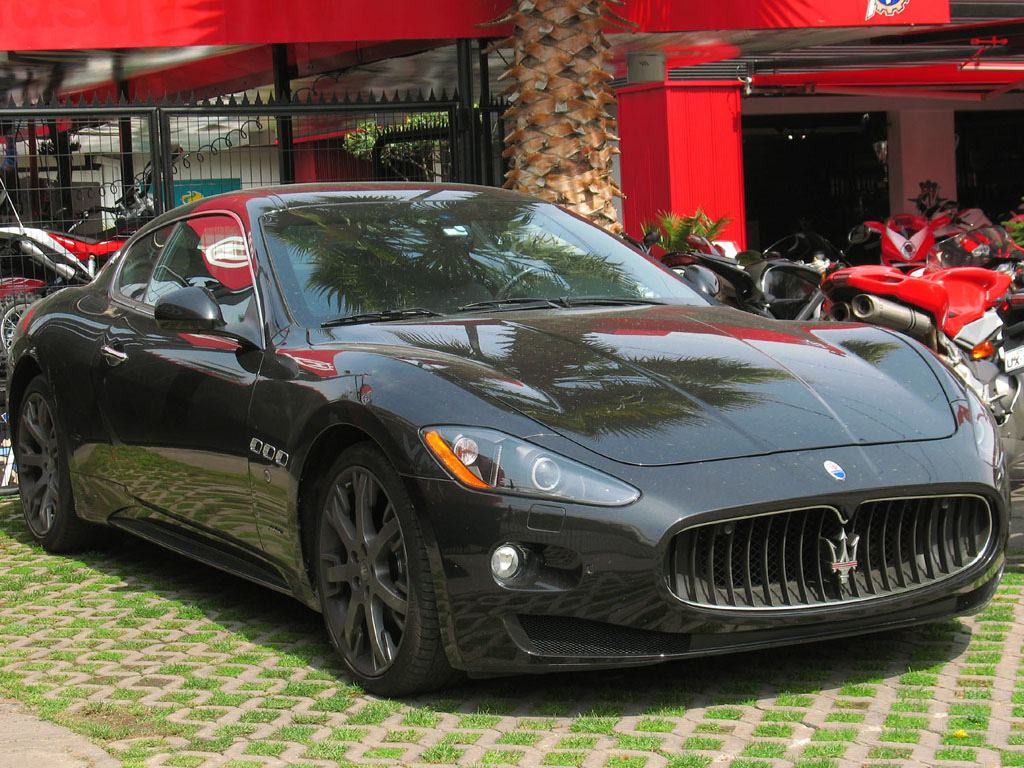
Maserati Gran Turismo S

La Maserati GranTurismo S infatti è una versione potenziata della GranTurismo: questa monta un motore V8 di 4.7 litri da 440 cavalli (lo stesso dell'Alfa Romeo 8C Competizione) con cambio elettro-attuato MC-Shift al posteriore con configurazione transaxle, l'impianto frenante è Brembo dual-cast in fusione di ghisa e alluminio con pinze a 6 pistoncini. Le prestazioni dichiarate sono 4,9 secondi per arrivare ai 100 km/h da fermo, una velocità massima di 295 km/h, un tempo 100 millesecondi per cambiare marcia e uno spazio d'arresto di 35 metri da una velocità di 100 km/h. L'estetica esterna è stata praticamente invariata tranne qualche piccolo accorgimento come un cofano baule più pronunciato a simulare un alettoncino, le minigonne, un diverso disegno dei cerchi da 20" di serie, nonché nuovi caratterizzanti terminali di scarico dalla forma schiacciata e allungata (2 larghi e piatti in sostituzione dei 4 a sezione tonda della GranTurismo "normale"). Particolarità degli scarichi è che azionando il tasto "sport" si aprono i by-pass di scarico che aumentano l'erogazione di potenza nonché il "sound" della vettura già molto aggressivo per altro nella versione non "S". Gli interni sono stati rivisti, nel modello "S" della GranTurismo predomina l'Alcantara e pelle Poltrona Frau (pelle Poltrona Frau di serie anche nella versione "normale"). La Maserati Granturismo S è stata presentata ufficialmente presso il Salone dell'auto di Ginevra nel marzo 2008 ed è in vendita dal 4 marzo 2008.

## Maserati GranTurismo MC Stradale

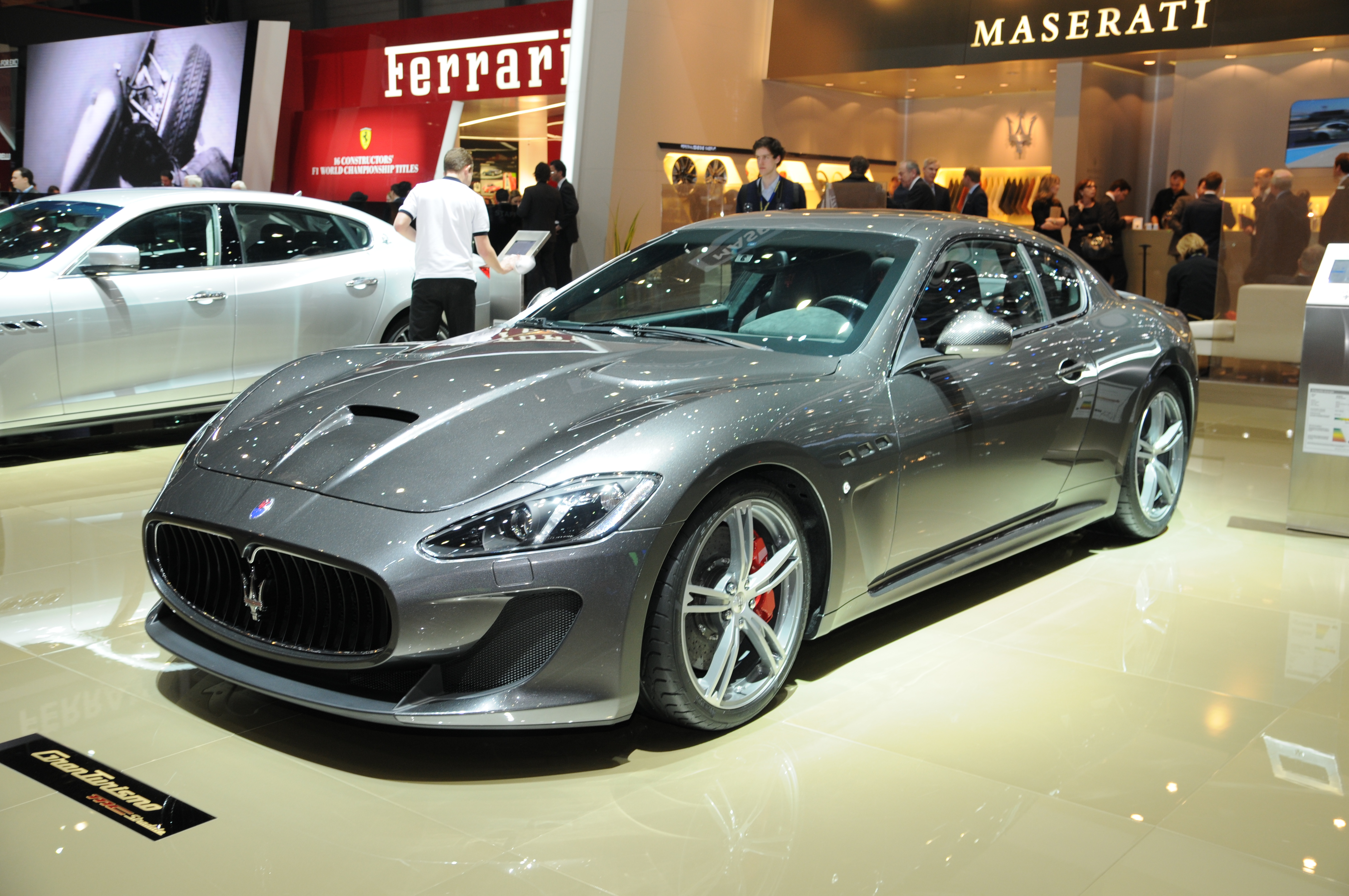
Maserati GranTurismo MC Stradale

Al Motorshow di Bologna del 2010 viene presentata la Maserati GranTurismo MC Stradale, versione omologata per l'uso su strada della GranTurismo MC GT4. All’epoca della presentazione è l’auto più leggera e potente dell'intera gamma Maserati e dalle versioni impiegate nel monomarca eredita handling, aerodinamica e leggerezza. La carrozzeria si distingue per un nuovo design dello splitter frontale, del paraurti, del cofano e dei parafanghi anteriori, delle minigonne laterali, dello scarico e del paraurti posteriore. Per rimarcare la sua natura estrema, sono disponibili tra gli allestimenti opzionali un roll bar abbinato a una cintura di sicurezza a quattro punti omologati entrambe per l'uso su strada. La vettura pesa 110 kg in meno della GranTurismo S, per un peso a secco di 1 670 kg, distribuiti in un rapporto 48:52 fra anteriore e posteriore. Un risultato ottenuto grazie all'eliminazione dei sedili posteriori, infatti la MC Stradale è la prima Maserati due posti dopo la Maserati MC12. La versione a 2 posti secchi conterà pochissimi esemplari prodotti, meno di 500.

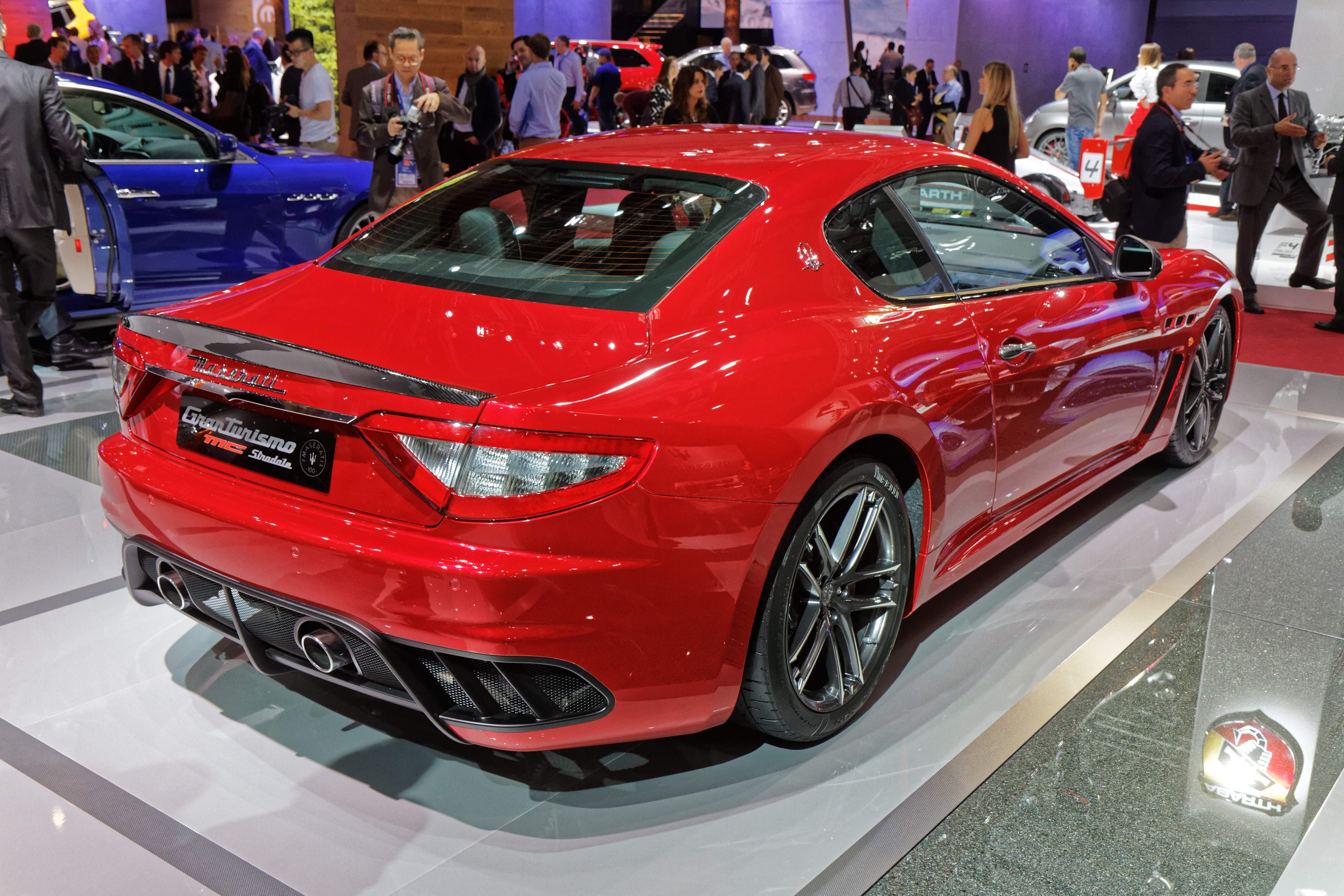
Vista posteriore di una GranTurismo MC Stradale del 2014

La Maserati GranTurismo MC Stradale è anche la prima Maserati della storia a disporre di una modalità "Race" dedicata, che si aggiunge alle modalità "Auto" e "Sport" in un layout semplificato della plancia. Altre caratteristiche distintive sono i dischi freno in carboceramica di Brembo, pneumatici appositamente sviluppati da Pirelli, un assetto di sospensioni unico e sedili da corsa in fibra di carbonio. I tecnici modenesi sono riusciti anche a potenziare il motore V8 da 4,7 litri senza però aumentare i consumi (14,4 L/100 km). I 450 CV sviluppati dal V8 rappresentano un incremento di 10 CV rispetto alla GranTurismo S, mentre il dato di coppia massima di 510 Nm costituisce un miglioramento di 20 Nm. Altri affinamenti riguardano l'elettronica del cambio elettro-attuato transaxle che grazie all'MC-Race Shift riduce i tempi di cambiata ad appena 60 millisecondi. Il risultato combinato di questi interventi è un'ulteriore significativa riduzione nello sprint da 0 a 100 km/h, che la Maserati GranTurismo MC Stradale raggiunge in appena 4,6 secondi, mentre la velocità massima raggiunge i 301 km/h.
Nel 2013, presso il salone di Ginevra, la Maserati ha presentato una versione migliorata della Gran Turismo MC Stradale. Rispetto alla versione precedente, questa è meno estrema e monta i due sedili posteriori, una nuova presa d'aria sul cofano, nuovi cerchi il lega a 5 razze, un nuovo gruppo ottico anteriore con luci diurne a LED e un nuovo scivolo in carbonio con griglia scura e doppio scarico. Meccanicamente il propulsore 4.7 V8 è stato potenziato fino a 460 CV, permettendo, unito a un cambio robotizzato MC Race Shift a 6 rapporti, una velocità massima di 302 km/h.

## Maserati GranTurismo Sport

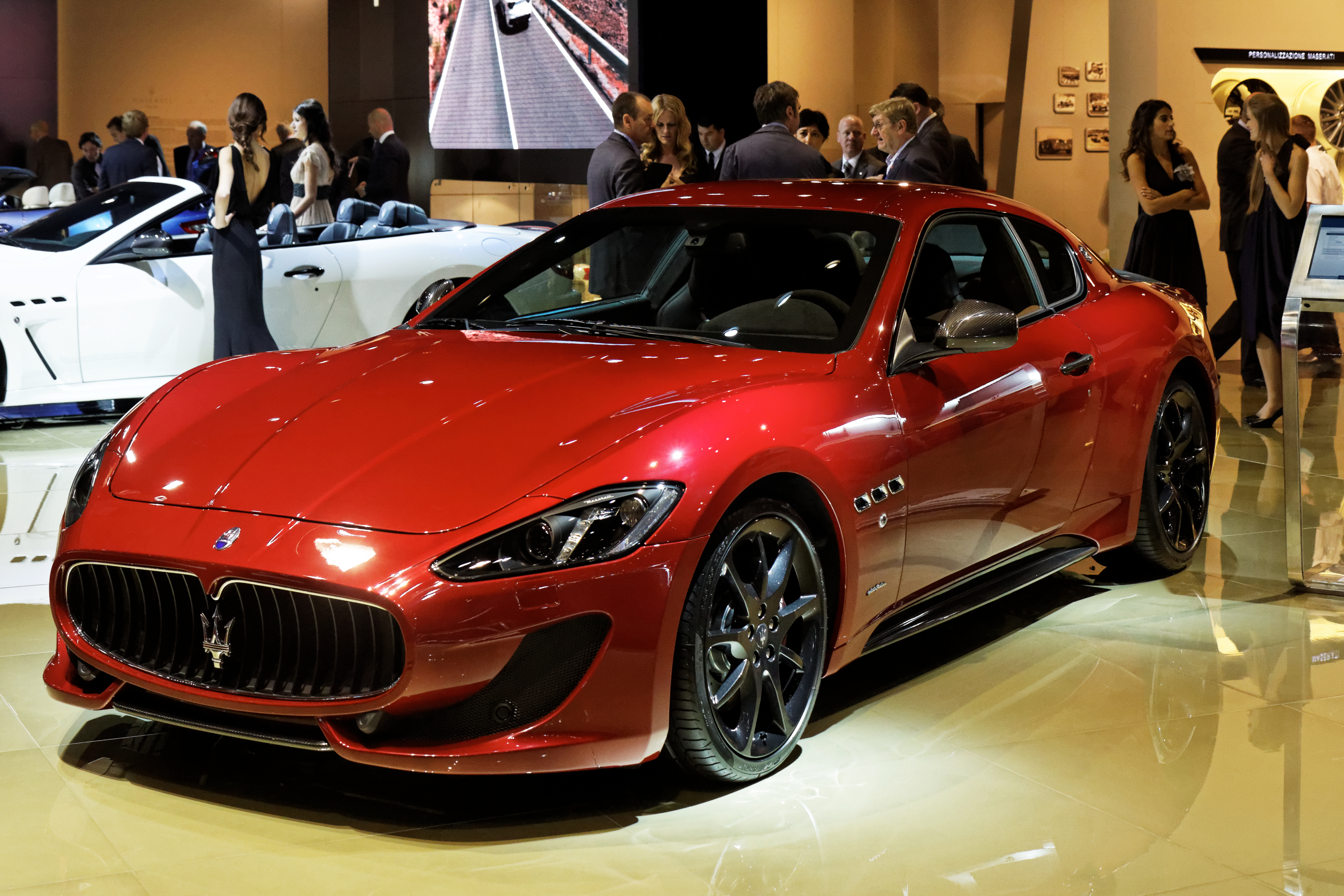
La Maserati Granturismo Sport

Al Salone dell'automobile di Ginevra del 2012 è stata presentata la Maserati GranTurismo Sport che sostituisce in gamma la GranTurismo S e la GranTurismo Automatica. La nuova versione Sport beneficia di alcuni aggiornamenti al corpo vettura e di più consistenti modifiche al V8 4.7. Quest'ultimo eroga 460 CV e si rivela più potente di 20 CV rispetto all'unità che sostituisce con un valore di coppia massima pari a 520 Nm. Lo 0 a 100 km/h viene completato in 4,7 secondi, rilevamento migliore rispetto ai 4,9 secondi della S. La GranTurismo Sport è proposta con un tradizionale cambio automatico a convertitore di coppia oppure con il meccanico sequenziale, quest'ultimo munito di palette al volante (optional sull'automatico). Entrambi vantano sei rapporti.
Per quanto riguarda l'estetica, la Sport si riconosce per il nuovo paraurti anteriore con prese d'aria ridisegnate (il raffreddamento di motore e freni si rivela più efficace), per i gruppi ottici di nuova fattura tanto all'anteriore (sono ora presenti luci diurne a LED) quanto al posteriore e per alcuni elementi bruniti, simili a quanto già visto sulla MC Stradale. Nell'abitacolo è presente un volante inedito e sedili anteriori più raffinati.

## Motorizzazioni
| Maserati GranTurismo |               |         |                  |                 |                     |                      |                      |                     |                      |
| Modello              | Disponibilità | Motore  | Cilindrata (cm³) | Potenza         | Coppia massima (Nm) | Emissioni CO2 (g/km) | 0–100 km/h (secondi) | Velocità max (km/h) | Consumo medio (km/L) |
| 4.2                  | dall'esordio  | Benzina | 4244             | 298 kW (405 CV) | 460                 | 345                  | 5,0                  | 285                 | 6,8                  |
| 4.7 S                | dall'esordio  | Benzina | 4691             | 323 kW (440 CV) | 490                 | 354                  | 4,7                  | 298                 | 6,6                  |
| 4.7 S MC-Shift       | dall'esordio  | Benzina | 4691             | 323 kW (440 CV) | 490                 | 387                  | 4,6                  | 300                 | 6,0                  |
| 4.7 S MC-Stradale    | dal 2011      | Benzina | 4691             | 330 kW (450 CV) | 510                 | 337                  | 4,2                  | 302                 | 6,9                  |
| 4.7 Sport            | dal 2012      | Benzina | 4691             | 338 kW (460 CV) | 520                 | 331                  | 4,3                  | 300                 | 6,9                  |